# مديرية حرف سفيان

تعديل مصدري - تعديل

مديرية حرف سفيان أكبر مديريات محافظة عمران في اليمن مساحة. بلغ عدد سكانها 42480 نسمة عام 2004. تقع في شمال المحافظة على حدود محافظة صعدة. شهدت المديرية إضافة إلى محافظة صعدة حرباً بين الجيش اليمني والحوثيين في أواخر عام 2009.

موقع مديرية حرف سفيان في محافظة عمران